# 徳島県立穴吹高等学校
徳島県立穴吹高等学校（とくしまけんりつあなぶきこうとうがっこう）は、徳島県美馬市穴吹町穴吹に所在する公立の高等学校。

## 設置学科
- 普通科

## 歴史
- 1923年4月1日 - 徳島県立美馬高等女学校開校。
- 1948年4月1日 - 徳島県美馬高等学校となる。
- 1949年4月1日 - 徳島県穴吹高等学校となる。男女共学実施。
- 1950年4月1日 - 家庭技芸科設置。
- 1953年4月1日 - 家庭技芸科を廃止し、家庭課程を新設。
- 1956年4月1日 - 徳島県立穴吹高等学校と改称。
- 1971年4月1日 - 英語科、保育科の新設。
- 1976年9月12日 - 台風17号の集中豪雨により発生した土石流により穴吹分校（古宮地区）が流失。[1]。
- 1985年4月1日 - 英語科を普通科に保育科を家政科に、それぞれ統合。
- 1992年4月1日 - 学科再編成により家政科募集停止。
- 2000年4月1日 - 徳島県下初の全日制普通科単位制高等学校となる。
- 2003年3月 - 穴吹分校・閉校。
- 2004年3月 - 木屋平分校・閉校。
- 2005年3月 - 一宇分校・閉校。

## 主な出身者
- 柴田亜衣（水泳選手）
- 豊田雅俊（レスリング選手）
- 藤本英男（レスリング選手）